# Paradinha
Paradinha è un singolo della cantante brasiliana Anitta, pubblicato il 31 maggio 2017.

## Video musicale
Il video musicale, diretto da Bruno Ilogti, è stato reso disponibile il 31 maggio 2017, in concomitanza con l'uscita del singolo.

## Tracce
Testi e musiche di Larissa Machado, Umberto Tavares e Jefferson Junior.
1. Paradinha – 2:21

## Formazione
- Anitta – voce
- Umberto Tavares – percussioni, chitarra
- Jefferson Junior – percussioni
- Mãozinha – produzione, batteria
- Toninho Aguiar – tastiera, percussioni
- Marcos Saboia – percussioni

## Classifiche

### Classifiche settimanali
| Classifica (2017) | Posizione massima |
| ----------------- | ----------------- |
| Brasile           | 3                 |
| Portogallo        | 54                |

### Classifiche di fine anno
| Classifica (2017) | Posizione |
| ----------------- | --------- |
| Brasile           | 20        |